# Лютницы
Лютницы — деревня в Филиппковском сельском поселении Бежецкого района Тверской области России.

## География
Деревня расположена на левом берегу реки Молога в 4 км на юг от райцентра города Бежецк.

## История
В 1737 году на погосте близ деревни была построена каменная Казанская церковь с 5 престолами.
В конце XIX — начале XX века погост Лютницы входил в состав Филиппковской волости Бежецкого уезда Тверской губернии. 
С 1929 года деревня входила в состав Пестихинского сельсовета Бежецкого района Бежецкого округа Московской области, с 1935 года — в составе Калининской области, с 2005 года — в составе Филиппковского сельского поселения.

## Население
| 1859 | 2008 | 2010 |
| ---- | ---- | ---- |
| 46   | ↘0   | →0   |